# Municipio de Tete Des Morts
El municipio de Tete Des Morts (en inglés: Tete Des Morts Township) es un municipio ubicado en el condado de Jackson en el estado estadounidense de Iowa. En el año 2010 tenía una población de 941 habitantes y una densidad poblacional de 10,52 personas por km².

## Geografía
El municipio de Tete Des Morts se encuentra ubicado en las coordenadas 42°20′10″N 90°28′40″O / 42.33611, -90.47778. Según la Oficina del Censo de los Estados Unidos, el municipio tiene una superficie total de 89.43 km², de la cual 83,81 km² corresponden a tierra firme y (6,28 %) 5,61 km² es agua.

## Demografía
Según el censo de 2010, había 941 personas residiendo en el municipio de Tete Des Morts. La densidad de población era de 10,52 hab./km². De los 941 habitantes, el municipio de Tete Des Morts estaba compuesto por el 98,62 % blancos, el 0,11 % eran isleños del Pacífico, el 0,32 % eran de otras razas y el 0,96 % eran de una mezcla de razas. Del total de la población el 0,43 % eran hispanos o latinos de cualquier raza.